# 拉致講義
拉致講義（らちこうぎ）とは、1991年11月、平壌留学中の関西大学講師李英和が北朝鮮の学術機関である朝鮮社会科学院の教官から受けたとされる北朝鮮拉致問題に関する講義。北朝鮮による日本人拉致事件は、北朝鮮の対南（対韓国）工作とつながっており、工作員の日本への潜入訓練のためにおこったという内容の講義である。

## 李英和の平壌留学
1991年（平成3年）4月6日、在日朝鮮人3世で関西大学専任講師だった李英和は1年間の予定で、朝鮮民主主義人民共和国に留学した。留学先は首都平壌直轄市の中心に位置する朝鮮社会科学院であった。同科学院は、社会科学・哲学の分野では北朝鮮最大の研究機関である。李英和は記念すべき北朝鮮留学第1号となった。
1990年9月26日、自由民主党の金丸信副総理を代表とする訪朝団（金丸訪朝団）が金日成国家主席と面会し、あと少しで日朝国交樹立にたどり着くところであった。1988年にソウルオリンピックを開催し、1990年には旧ソビエト連邦と国交を結んだ韓国に対し、1987年に大韓航空機爆破事件を起こした北朝鮮は北東アジアにおける孤立の度を深め、日本との国交樹立に活路を見出そうとしていた。こうした流れのなかで留学生派遣の話が持ち上がったのである。
学内でたまたま1年間の在外研究の順番がまわってきた李英和は、祖国である北朝鮮を希望した。北朝鮮を希望した理由は、祖国がどんな経済展望や発想を持っているのか肌で感じ取りたいという素朴な好奇心が1つ、もう1つは、親戚との再会と祖母の墓参であったという。しかし、許可はなかなか下りなかった。1990年初夏、中間書類として身上書、在日本朝鮮人総聯合会（朝鮮総連）における活動記録、留学目的を記した主意書、身元保証人による保証書などを提出したが、半年間何の音沙汰もなく、朝鮮総連関係者からも「無理なようだ」と言われた。あきらめた李英和はヨーロッパ留学の準備を始めたが、1991年1月下旬になって突如、留学許可が下りたのである。その後、朝鮮総連大阪府本部や東京の中央本部から、韓国当局と関連がないかを中心とする審査が徹底的になされた。さらに、在日朝鮮人には日本からの出国の自由はあるが、入国の自由がないため、日本の法務大臣による再入国許可証が必要であった。北朝鮮からの再入国には前例がないため膨大な書類が必要であったし、再入国許可証の期限は3か月間と定められていた。留学中3度も日本と北朝鮮を往復するのは、費用その他様々な点で現実的ではなかったので、政治家にもはたらきかけて、1年間有効、1回限りという再入国許可が特例で認められ、ようやく留学が実現したのである。

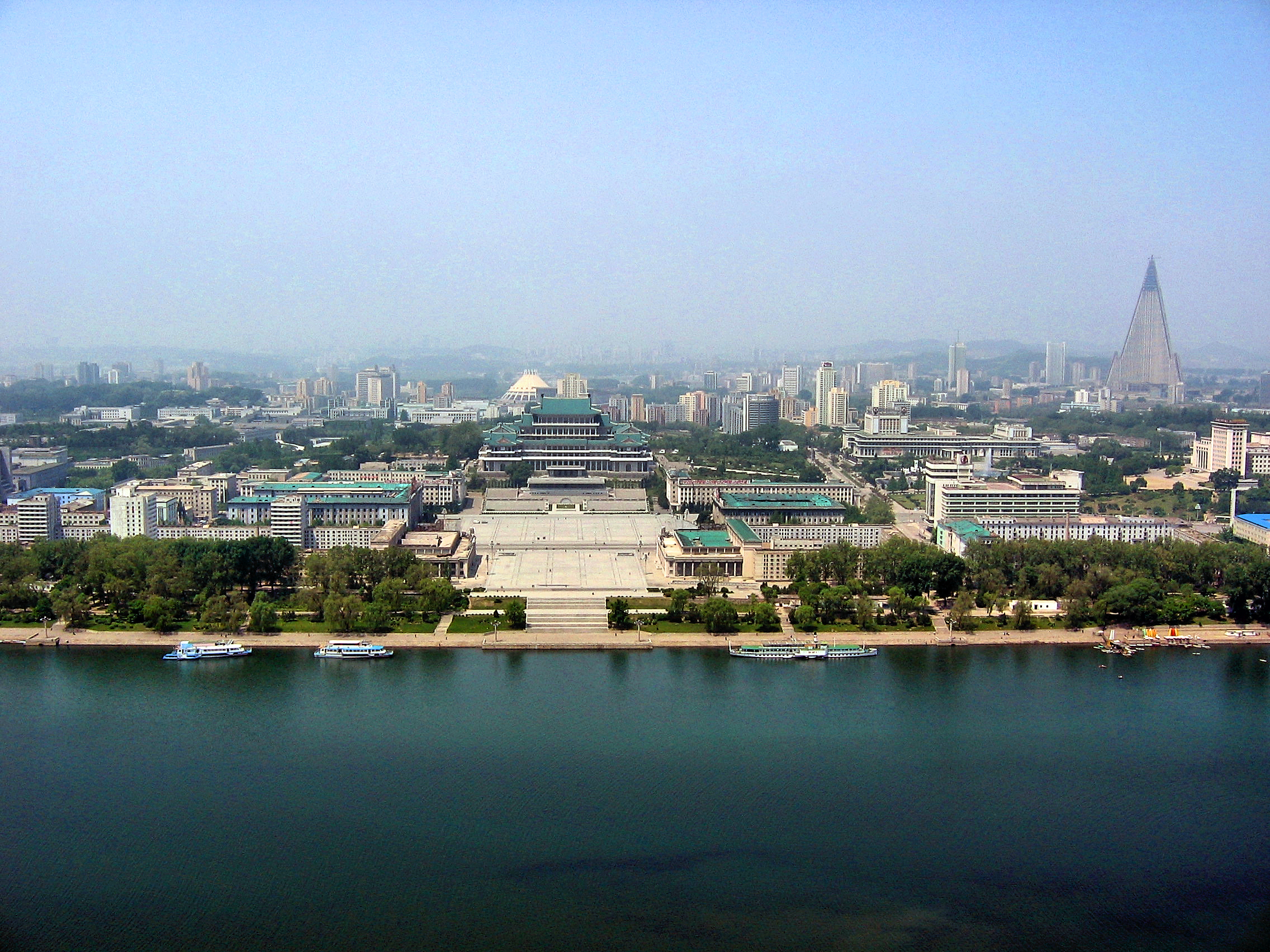
平壌市街（2004年撮影）

ところが、この留学では朝鮮社会科学院に通うことは許されず、同科学院の教員とは大同江ホテルの自室でしか会えず、その場合も申請と許可が必要とされた。留学生活は、基本的にホテルでの自学自習、必要なときは社会科学院の教員からの出張講義を行うというものであった。李英和は、社会科学院が無理ならば金日成総合大学や平壌外国語大学などで講義を聴講したいと申請したが許可されなかった。また、日本でいえば国立国会図書館に相当する人民大学習堂の図書資料の複写は不可能とされ、閲覧は「案内員」と同席でないと許可できず、その案内員も理由をつけて同席を断るような状態であった。工場見学や観光旅行ばかりではなく、ちょっとした外出にも「案内員」がついた。
3か月が過ぎて朝鮮語の基本学習を終えたあたりから、朝鮮社会科学院の教員による出張講義が始まった。教員は、社会科学院に設置されている社会主義経済研究所、主体経済学研究所、世界経済・南南協力研究所などから派遣された研究者たちであるが、どの講師の講義も判で押したように北朝鮮当局の公式見解そのままであり、そこから一歩も出るものではなかった。質疑応答も同様であり、ホテルの部屋には盗聴器が仕込まれていた。これならば日本で書籍を読むのと変わりなく、わざわざ北朝鮮に留学した意味はなかった。しかし、北朝鮮には「学問の自由」がまったくないという事実を身をもって知ることはできた。
極端な個人崇拝、徹底した監視社会、でたらめな経済政策、庶民生活の破綻、北朝鮮での留学生活は怒りと失望の連続であった。極端な秘密主義のために、正確な経済データすら得ることができなかった。しかし、留学開始から5カ月を過ぎたあたりから一般の平壌市民と打ち解けて話すことができるようになった。当初、平壌市民は彼が「南のスパイ」ではないかと恐れたが、この警戒はすぐに解けた。次いで、「徹底した金日成主義者」ではないかという警戒心を持たれた。迂闊なことを話すと密告されるからである。そうでもないことがだんだんと知られるようになり、彼に心を許す人たちが増えた。きわどい話は散歩をしながらするようにした。散歩の際、相手が急に黙りこみ、また話を続けるということがあった。それは通行人を装った北朝鮮秘密警察が通過するのをやり過ごすためであった。彼は、一般市民と本音で政治情勢や経済情勢について語り合う勉強会のような秘密の会合に何度か招かれた。

## 拉致講義
李英和の留学は1年の予定だったが、結局彼は8カ月でこれを切り上げた。北朝鮮では、2月16日の金正日の誕生日に全国民が祝辞を書かなければならないことになっていたが、彼はどうしてもそれを書く気にはなれなかったという。そこで、留学計画のなかにイギリス行きの予定を入れてあったことを理由にヨーロッパ行きの査証（ビザ）の発行を北朝鮮当局に申請し、ビザが取れないならば日本に帰ると主張した。こうして、1991年12月8日、留学を終了して北朝鮮を去ることが決定した。これに先立って、彼の監視役であり世話役でもあった朝鮮社会科学院の准博士（言語学専攻）が突然「拉致講義」をすると彼に申し出てきた。講義はホテルの中ではなく、公園内を散歩しながら行われた。秘密警察による盗聴を回避するためであった。北朝鮮による日本人拉致問題は、国家保衛省に属する秘密警察ではなく、朝鮮労働党作戦部所属の工作機関の管轄なので、「拉致講義」はおそらくは工作機関からの指示であろうと考えられる。

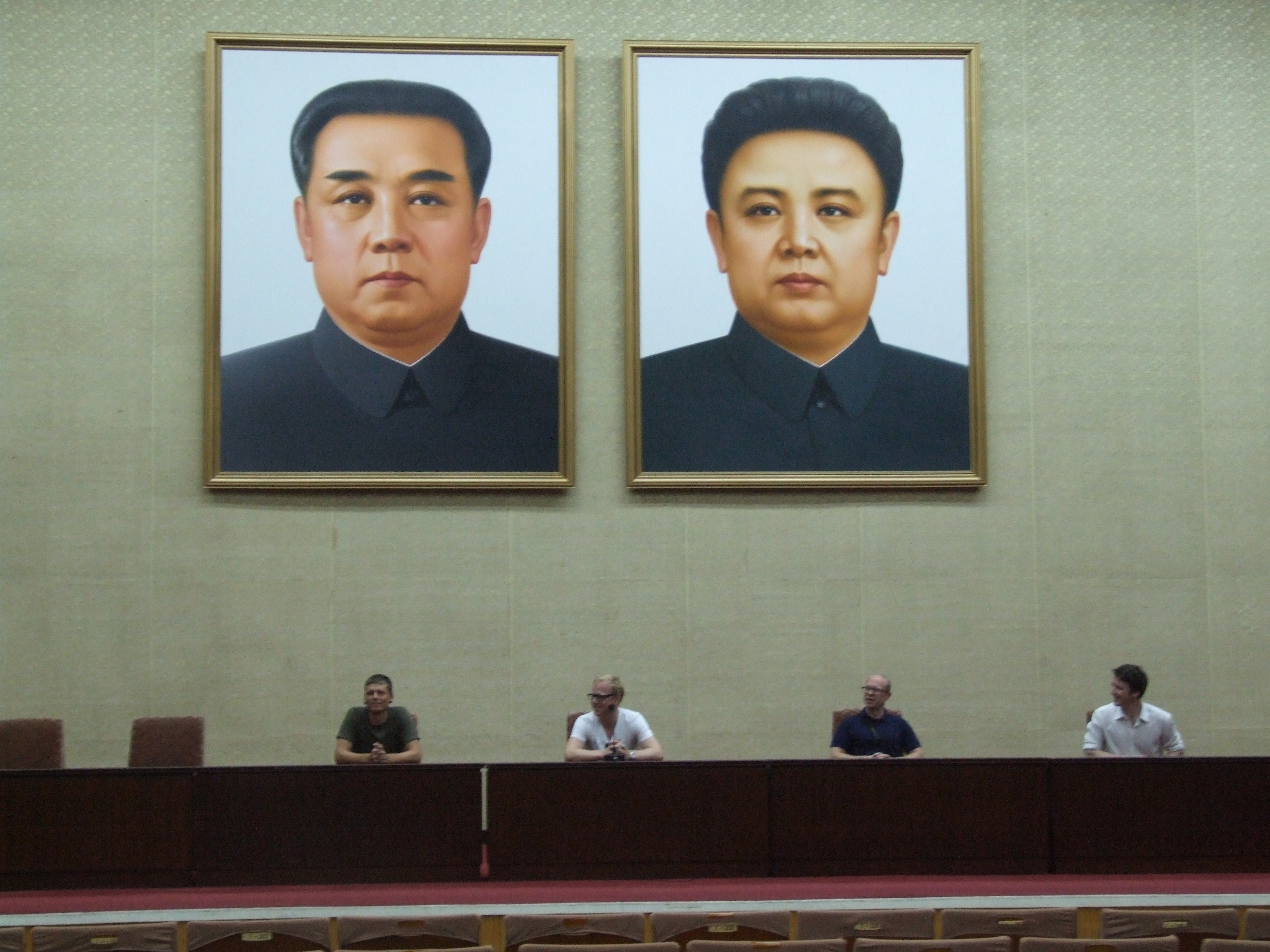
人民大学習堂に掲げられた金日成と金正日の肖像画

その講義によれば、北朝鮮工作機関による計画的な拉致作戦は、1976年から1987年の間に金正日の指示で実行したものであるという。すなわち、当時、金日成の後継者候補であった息子の金正日が日本人拉致作戦を直接立案・指揮していたというのである。准博士は、日本人拉致に関して「それ以前とそれ以降はやっていない」と断言したという。
1987年は金勝一と金賢姫が大韓航空機爆破事件を起こした年であった。准博士は、まず「爆破事件が北朝鮮の犯行だと思うか」、次に「"李恩恵"と呼ばれた女性（本名、田口八重子）は北朝鮮が誘拐したと思うか」と李英和に質問したが、彼は誘導尋問ではないかと考え、答えに窮した。すると准博士は話題を変え、「日本語教師をさせるために、日本人を誘拐する必要があるか」と質問した。李英和がようやく「日本語教師なら、在日朝鮮人でもできる」と答えると、准博士は「半分正解、半分間違いだ」と応じた。
北朝鮮が拉致をおこなった背景には1971年からの「人民経済発展6か年計画」をはじめとする「計画経済の失敗」があった。金正日が汚名返上のために「対南テロ作戦」、すなわち、北朝鮮が経済破綻で全面戦争ができなくなったので、代替として韓国を標的に立案したテロ作戦を展開することとした。新機軸としてテロ作戦を発動させるにあたっては、1975年のベトナム戦争の終結も大きく関わっていた。北朝鮮は、ベトナム戦争が未来永劫泥沼化することを願ったが、その意に反して北ベトナム側の勝利で戦争が終結した。北朝鮮は、公式には「友邦の勝利歓迎」を表明したが、金日成はホー・チ・ミンを「あの野郎」呼ばわりして悪罵を浴びせていたという。そして、南ベトナム駐留のアメリカ軍が韓国・日本に撤退して防備を強化し、北朝鮮からみれば、朝鮮半島において米国が敗戦の雪辱を期する事態に発展した。金日成・金正日の親子は、こうした事態に危機感をいだき、その対処として1976年以降、テロ作戦をみずから立案・発動させたのだという。
この作戦により急遽、対南潜入工作員の大量養成が必要になり、金星政治軍事大学における訓練が強化され、その訓練の一環として日本人拉致が実行された。新米工作員の敵国への潜入訓練の場としては、主として海岸警備の薄い日本海沿岸が利用された。韓国軍の沿岸警備は厳しく、韓国沿岸への潜入は練度の高い工作員でないと失敗する。そこで目をつけられたのが日本であった。教官は、新米工作員に「たしかに上陸したという確実な証拠を持ち帰れ」と命令を下したが、これは教官が工作船からゴムボートに移らないのをよいことに、潜入せずに「上陸した」と不正の報告がなされるのを防止するためであった。「日本人」拉致は、工作員の潜入訓練完遂の「これ以上ない証拠品」であった。それゆえ、拉致対象の年齢・性別・職業は問われなかった。「訓練」は、沖合の母船（工作船）から5人乗りゴムボートで海岸に3人の新米工作員が潜入するかたちでおこなわれた。空席は2名なので、拉致人数の限度は最大2名までであった。1978年7月〜8月の「アベック失踪事件」にみられるように、カップルの「失踪」が多いのはそのためだという。
金日成は工作員に対し、拉致した日本人を「絶対に殺さず、生かして平壌に連れ帰れ。拉致被害者は平壌近郊で『中の上』の暮らしをさせるから、安心して拉致して連れ帰れ」という厳命を下していた。もし、無関係な日本人の民間人を殺害するようなことがあれば、新米工作員に心理的動揺をもたらし、訓練の失敗につながる恐れがあるからであり、それゆえ、拉致被害者は誰も現場で殺害されたり、海洋に投棄されることもなく平壌周辺の工作機関の拠点まで生きて連行された。これは、工作員養成の教官にも徹底され、新米工作員に対しても同様の指示が出された。金日成は、北朝鮮到着後も「絶対に死なせるな」との厳命を下し、工作機関に対し厳しい管理・監督責任を負わせたので、事故や病気での死亡は極力防がれた。拉致被害者はある意味では「本人が死にたいと思っても、自殺もできない」というくらい完全な管理下に置かれた。
連行された拉致被害者は、連行の事実を隠蔽するため、工作機関の関連施設に閉じ込められた。外で働かせるわけにはいかないので、工作機関の管轄区域内で5〜6人一組で隔離生活をさせたのである。それゆえ、被害者に与えられる仕事は「共通の特技」である日本語の教育係程度しかなかった。最初から日本語の教育が必要だからという理由で拉致したわけではない。拉致被害者はふだんは工作機関の施設内で暮らすが、たまに、指導員の監視付きではあるが平壌市内の外貨ショップで買い物をすることができる。「中の上の生活」とは、その程度の意味である。日本の報道陣が訪朝する場合には、事前に外出禁止命令が出される。また、不定期の外国人訪問客との遭遇によって目撃証言が出ないよう、サングラスやマスクで偽装させられる。日本人拉致は大韓航空機爆破事件によって中止されるまで続いた。
以上が、「拉致講義」の中身である。講義を聴いた李英和は、腰を抜かすほど驚いたという。そして、これを一留学生に打ち明ける真意をはかりかねたし、また、たいへん恐ろしかったと述懐している。なお、これらの講義内容がすべて事実であるとすれば、12年間の作戦期間のあいだ、上陸訓練のたびごとに実施回数以上（1回につき1〜2名）分の拉致被害者が出る計算となる。そのことについて李英和は被害者の概数を質問したが、准博士は正確な人数は答えられず「とにかく大勢」と答えている。

## 政府の不作為と無関心
1988年（昭和63年）3月26日、参議院予算委員会で、梶山静六国家公安委員長（竹下登内閣）は、日本共産党議員の質問に対して、1978年の富山県アベック拉致未遂事件や一連のアベック失踪事件が「北朝鮮による拉致による疑いが濃厚」「人権侵害、主権侵害の国家犯罪であることが充分濃厚」であり、「警察庁がそういう観点から捜査を行っている」と明解に答えた歴史的な答弁であったが、NHKも民放も一切この答弁をテレビニュースとして報じなかった。新聞メディアでは、サンケイ新聞と日本経済新聞がほんのわずかふれただけで、朝日新聞、毎日新聞、読売新聞はまったく取り上げなかった。
こうしたこともあって、1991年当時は拉致犯罪が北朝鮮によるものであることは日本ではあまり知られておらず、一般の日本人の多くは北朝鮮犯行説に対し「半信半疑」の状態であった。
そんな中、北朝鮮への短期留学生である李英和は、北朝鮮の学者から犯行を「自供」したとも受け取れる講義を受けた。可能性としては、当時、拉致問題解決を手がかりに日朝国交樹立による「賠償金」狙いの戦略を既に固めていたとも考えられる。李英和自身は「賠償金」獲得の動機を、1991年から本格化する北朝鮮の核開発の資金源と見なしている。そして、その算段が2002年まで大きく遅延したのは、1993年から1999年にかけての北朝鮮大飢饉の影響からではないかとしている。
留学を終えた李英和は日本政府に対し、秘かに「拉致講義」の内容を伝えたが、政府側はほとんど無反応で、真剣に聞くことさえなかったという。金丸訪朝団においても日本側は拉致問題を重視しておらず、会談でも日本側が取り上げた形跡がない。一方、金丸訪朝団の効果は、北朝鮮が主張する「賠償金」問題によって終息する。植民地時代の「賠償金」に対し、戦争もしてない相手に「戦後賠償」を何故おこなうのかということについて国会でのコンセンサスが得られず、1990年の三党共同宣言（「日朝関係に関する日本の自由民主党、日本社会党、朝鮮労働党の共同宣言」）では、「賠償」を「償い」という言葉に置き換えたが、それでも批判の声は絶えなかった。こうして拉致問題は長期間にわたって放置されてしまった。
1997年3月、脱北した北朝鮮の元工作員安明進の証言で、金正日の指示によって北朝鮮が1977年に13歳の少女横田めぐみを拉致していたことが明らかになり、同様の拉致被害者が全国に数多く存在することが判明して、家族たちが実名を公表して救出運動を行なうことを決断し、家族会（北朝鮮による拉致被害者家族連絡会）が結成された。翌年4月には、北朝鮮に拉致された日本人を救出するための全国協議会（通称「救う会」）も結成された。

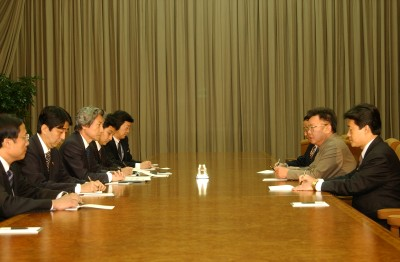
2002年9月17日、小泉純一郎と金正日のあいだでおこなわれた日朝首脳会談

2002年9月17日、日本の小泉純一郎首相が平壌を訪問して、金正日とのあいだ日朝首脳会談を行い、日朝平壌宣言が調印された。ここでようやく北朝鮮拉致問題の解決、統治時代の過去の清算、日朝国交正常化交渉の開始などが盛り込まれたのであった。当時の朝鮮半島をめぐる国際情勢は、1994年の米朝枠組み合意以降進展がみられない一方、米中両国が「戦略的同伴者関係」をうたいあげており、アメリカと中国が共同してアジアを仕切っていく構図がみえ始めていたのに対し、日本はアジアでの独自外交の余地をつくろうとして半ばアメリカの頭越しに対北朝鮮外交を展開しようと勝負に出た、李英和は小泉訪朝の背景をそのようにみている。また、中国問題グローバル研究所の遠藤誉は、小泉訪朝によって一部の拉致被害者を日本が取り戻すことができたのは、北朝鮮が新義州市に経済特区を設けて開発計画を進める局面で「中国外し」を図り、中朝対立が生じたことが背景にあると指摘しており、それはちょうど、李英和が言及した日本からの賠償金が欲しかった時期とも符合する。
北朝鮮は「5名生存、7名死亡」を発表し、金正日は拉致事件を「一部の妄動主義、英雄主義者の仕業」であり、「祖国統一事業のために日本語教師が必要だった」として小泉首相に謝罪した。しかし、「死亡」とされた拉致被害者に関しては死亡日とされた日よりも後の目撃証言が多数あり、真犯人や犯行目的は李英和の受けた講義からすれば明らかな嘘である。
李英和は2020年3月に死去している。李英和は生前、拉致問題には「主権侵害」と「人質事件」の両面があり、その両面が切り離せないからこそ長期化しているともいえるが、現在進行中の「人質事件」としてこの問題を考えた場合、何よりも優先されるべきは「人質救出」であると主張していた。そして、相手がどうであれ、また、どんな事情があったとしても、どんな手段を講じてでも先ずは人質を救出するのが政府の責任であり、その点では歴代政権は小泉政権をのぞいて政治責任を免れないとも述べていた。遠藤誉は、平壌留学中に李英和が受けたという、知られざる「拉致講義」が、今後の拉致問題解決と日朝交渉に際して参考にされ、役立てられることを望んでいる。